# Saisara
Saisara (altgriechisch Σαισάρα Saisára), Tochter des Keleos, ist eine Gestalt der griechischen Mythologie.
In der Überlieferung der Skamboniden – einem Volk im Westen Attikas – war sie die Gemahlin des Herrschers Krokon und, als Schwester seines Vaters, zugleich Krokons Tante.
Ihr Name hängt mit der alten Bezeichnung für Eleusis, Σαισαρία Saisaría, zusammen. Da σαίρειν saírein sowohl „kehren“ als auch „grinsen“ bedeuten kann, gehen die Ansichten der Gelehrten auseinander, auf welchen Teil der Kulthandlungen sich die Namensgebung bezieht.